# Ivor Montagu
Pour les articles homonymes, voir Montagu (homonymie).
Ivor Montagu (né le 23 avril 1904 à Londres, mort le 5 novembre 1984 dans la même ville) est un réalisateur de films, producteur, scénariste et critique de cinéma britannique. Il a réalisé entre autres le documentaire Wings Over Everest en 1934 récompensé aux Oscars et a été monteur et producteur associé de plusieurs films d'Alfred Hitchcock.
Montagu a rejoint la Fabian Society dans sa jeunesse, puis le British Socialist Party, et enfin le Parti communiste de Grande-Bretagne - il a même été membre de son comité central en 1944-1947. Cela lui a permis d'entrer en contact avec les cinéastes russes qui transformaient le langage de l'édition et du montage dans les années 1920. En 1930, il accompagne son ami Sergueï Eisenstein à New York et à Hollywood. Plus tard dans la décennie, Montagu réalise des films de compilation, dont Defence of Madrid (1936) et Peace and Plenty (1939) sur la guerre civile espagnole. En tant que personnalité politique et, pendant un certain temps, communiste, il travaille essentiellement sur des films politiques indépendants à petit budget. Pendant la Seconde Guerre mondiale, il réalise aussi un film pour le ministère de l'information.
Il était aussi pongiste, et il est le président fondateur de l'ITTF (Fédération internationale de tennis de table) en 1926. Sa mère Lady Swaythling a donné son nom à la Swaythling Cup, trophée remis lors des championnats du monde par équipe. Il a aidé à financer les premiers Championnats du monde de tennis de table à Londres en 1926. Il a été président de l'ITTF pendant 41 ans jusqu'en 1967. Il a été élu au Temple de la renommée du tennis de table en 1995.

## Filmographie

### Réalisateur
- The Storming of La Sarraz, 1929
- Wings Over Everest, 1934
- Defence of Madrid, 1938

### Producteur associé
- L'homme qui en savait trop, 1934
- Les 39 marches, 1935
- Quatre de l'espionnage, 1936

### Scénariste
- 1927 : Après la guerre (Blighty)
- 1948 : L'aventure sans retour
- 1933 : King of the Ritz

## Ouvrages
Il a écrit deux livres sur le tennis de table, Table Tennis Today (1924) et Table Tennis (1936).  Il a écrit aussi des pamphlets et des livres sur le cinéma: Film World (1964), With Eisenstein in Hollywood (1968) et The Youngest Son (1970).
Pudovkin, V.I. : Film Technique and Film Acting, traduit par Ivor Montagu. New York, 1949.

## Postérité
Il apparait sous les traits de Mark Gatiss dans le film Operation Mincemeat de John Madden sorti en 2022.